# Ljusvattnet, Ångermanland
Ljusvattnet är en sjö i Örnsköldsviks kommun i Ångermanland och ingår i Gideälvens huvudavrinningsområde. Sjön har en area på 0,582 kvadratkilometer och ligger 237,1 meter över havet.

## Delavrinningsområde
Ljusvattnet ingår i det delavrinningsområde (708853-162893) som SMHI kallar för Utloppet av Ljusvattnet. Medelhöjden är 248 meter över havet och ytan är 2,51 kvadratkilometer. Det finns inga avrinningsområden uppströms utan avrinningsområdet är högsta punkten. Vattendraget som avvattnar avrinningsområdet har biflödesordning 2, vilket innebär att vattnet flödar genom totalt 2 vattendrag innan det når havet efter 98 kilometer. Avrinningsområdet består mestadels av skog (76 procent). Avrinningsområdet har 0,58 kvadratkilometer vattenytor vilket ger det en sjöprocent på 23,3 procent.